# Carlos Hernández Bailo
Carlos Hernández Bailo (Barcellona, 27 dicembre 1958) è un ex ciclista su strada spagnolo.
Professionista dal 1981 al 1993, prese parte a sei Tour de France e nove Vuelta a España concludendoli tutti. Nella Vuelta conseguì anche tre successi di tappa e la classifica degli scalatori nel 1992.

## Carriera
Passato professionista con la squadra spagnola Reynolds nel 1981, riuscì subito a mettersi in luce vincendo un paio di corse, essenzialmente tappe in piccole corse spagnole, e cogliendo buoni piazzamenti: fu infatti terzo al Gran Premio Caboalles de Abajo e ottavo nella classifica generale della Vuelta a la Rioja. Partecipò anche alla Vuelta a España riuscendo a sfiorare il successo nella tredicesima tappa, ove chiuse secondo. Riuscì ad ottenere risultati analoghi anche l'anno successivo, arrivando quarto alla Vuelta a la Rioja e vincendo la classifica generale della Vuelta a Aragón.
Nel 1983 raggiunse ottimi risultati, vinse infatti il campionato nazionale in linea e conquistò la prima delle sue tre tappe alla Vuelta, partecipò anche al Tour de France dove però non colse piazzamenti rilevanti, né nelle tappe né in classifica. Nelle corse spagnole fu inoltre sesto alla Clásica San Sebastián e quinto sia alla Vuelta a Cantabria che nella Vuelta a Aragón. Non riuscì a vincere nel 1984 ma colse comunque un secondo posto nella Subida a Urkiola e si riscattò l'anno successivo vincendo la Vuelta a Aragón.
Nel 1986 ottenne un solo successo, in un criterium in Spagna, e si piazzò terzo al Gran Premio de Llodio, alla Subida al Naranco, ottavo alla Clásica San Sebastián e nono al Trofeo Masferrer, per quanto riguarda le corse a in linea, e ottavo al Volta a Catalunya per quanto concerne le prove a tappe. Nel 1987 passò alla Teka, ma questo periodo di militanza coincise con la fase finale dello squadrone spagnolo. Riuscì comunque a vincere, con questa formazione, una tappa alla Vuelta a España nel 1987 e il suo secondo campionato nazionale, nel 1989.
Nel 1990 passò alla Lotus-Festina, ritagliandosi il ruolo di gregario di campioni come Sean Kelly, Acácio da Silva e di un giovane Abraham Olano. Questo non gli impedì comunque di continuare a vincere: sempre nel 1990 vinse infatti la sua terza tappa alla Vuelta a España e nel 1992 conquistò la classifica degli scalatori.

## Palmarès
- 1981

3ª tappa Vuelta a Cantabria
4ª tappa Vuelta a Cantabria
4ª tappa Vuelta a Castilla
- 1982

Classifica generale Vuelta a Aragón
- 1983

Campionati spagnoli, Prova in linea
Circuito de Getxo
17ª tappa Vuelta a España
- 1985

1ª tappa Vuelta a los Tres Cantones
Classifica generale Vuelta a los Tres Cantones
4ª tappa, 2ª semitappa Vuelta a Aragón
- 1987

12ª tappa Vuelta a España
4ª tappa Vuelta a Asturias
1ª tappa Vuelta a Murcia
- 1988

Gran Premio de Llodio
5ª tappa, 2ª semitappa Vuelta a Murcia
Classifica generale Vuelta a Murcia
- 1989

Campionati spagnoli, Prova in linea
1ª tappa Vuelta a Castilla y León
- 1990

11ª tappa Vuelta a España

### Altri successi
- 1985

Criterium di Aranzazu
- 1986

Criterium di Terrassa
- 1987

Criterium di Ahorro
- 1990

Criterium di Sabiñánigo
- 1992

Classifica scalatori Vuelta a España

## Piazzamenti

### Grandi Giri
- Tour de France

1983: 55º
1984: 53º
1985: 76º
1986: 53º
1987: 128º
1992: 85º
- Vuelta a España

1982: 73º
1983: 28º
1985: 36º
1986: 51º
1987: 23º
1988: 27º
1990: 31º
1991: 110º
1992: 22º

### Competizioni mondiali
- Campionato del mondo

Altenrhein 1983 - In linea: ritirato
Chambéry 1989 - In linea: ritirato